# With a Dog AND a Cat, Every Day is Fun
With a Dog AND a Cat, Every Day is Fun (яп. 犬と猫どっちも飼ってると毎日たのしい Ину то Нэко доттимо каттэру то майнити таносий, «Я наслаждаюсь воспитанием сразу и собаки, и кошки каждый день») — манга Хидэкити Мацумото. С 2017 года она публикуется в Twitter автора, а также на сайте pixiv Comic. Главы были собраны и изданы в четырёх танкобонах издательством Kodansha. Аниме-сериал на основе манги был создан студией Team Till Dawn, премьера прошла 2 октября 2020 года в блоке Super Animeism.

## Сюжет
Мангака рассказывает о своей жизни с двумя питомцами: буйным и полным любви пуделем Ину-куном и более сдержанным и коварным Нэко-сама. Просто наличие этих двух питомцев делает жизнь автора веселей. История разбита на короткие главы, рассказывающие о повседневных забавных происшествиях с питомцами.

## Персонажи
- Ину-кун (яп. 犬くん) — чистокровный пудель, энергичный и с любопытством изучающий мир вокруг.

Сэйю: Кана Ханадзава
- Нэко-сама (яп. 猫さま) — пресыщенная кошка, с цинизмом смотрящая на все вокруг. Попала к Мацумото, когда та спасла её, застрявшую в канализации.

Сэйю: Томокадзу Сугита
- Хидэкити Мацумото (яп. 松本ひで吉 Мацумото Хидэкити)

Сэйю: Май Канадзава

## Медиа

### Манга
С 2017 года манга публикуется в Twitter автора, а также на сайте pixiv Comic. Главы были собраны и изданы в шести танкобонах издательством Kodansha, последний из которых был выпущен 8 апреля 2021 года.

### Аниме
Аниме-адаптация была анонсирована в Twitter 8 декабря 2019 года. За анимацию отвечает студия Team Till Dawn, Сэйдзи Киси выступает директором и сценаристом, Кадзуаки Морита — сценаристом, а TAKAROT — композитором. Премьера сериала прошла 2 октября 2020 года в блоке Super Animeism на каналах MBS, TBS, BS-TBS и других, серии длятся по две минуты. Аяка Охаси исполняет начальную тему «Nyan Daa Wan Daa Days». Сериал состоит из 24 серий.

## Критика
Манга состоит в основном из коротких глупых историй о буднях жизни с домашними животными. Главы в основном построены так, чтобы контрастировать друг с другом. Сначала в них рассказывается о том, как полный энтузиазма Ину-кун реагирует на что-то, а потом Нэко-сан пресыщенно комментирует то же самое или схожую вещь. Рисунок незаконченный, напоминает наброски и отлично изображает карикатурные образы животных и передает язык их тела.